# クナール

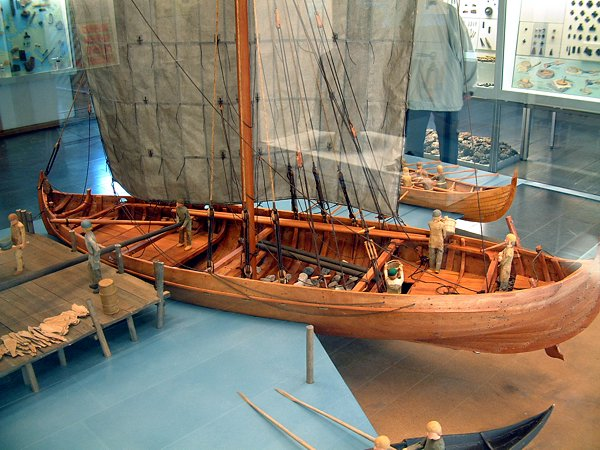
クナールの模型

クナール（英語: knaarまたはknarr,knorr,knörr）は9世紀にヴァイキングが使っていた船である。クナールは、ロングシップやカーヴ、フェーリングと同じく鎧張りで造られていた。
クナールは、元々セイウチの牙、羊毛、木材、小麦、毛皮、生皮、鎧、奴隷、蜂蜜、それに武器などの貿易品を運ぶために使われた。また、バルト海や地中海、その他の海を行く戦士や商人に食料、飲料、武器、鎧を供給するためにも使われた。クナールは北大西洋を幾度も横断してノルウェーの植民地であったアイスランドやグリーンランドに家畜やその他の資材を運び、またブリテン諸島やヨーロッパ大陸、さらにおそらくは中東の貿易拠点に貿易品を運んだ。

## 構造
クナールの船体は戦闘に使われたノルウェーのロングシップよりも短く、幅が広く、船梁が広く、また喫水が深かった。ヴァイキングのロングシップに比べると重量があった。クナールは1本マストの貿易船で、その推進力は単に1枚の横帆に頼っていた。甲板は半分だけあり、通常は伝統的な組立式の船尾楼と丸い船尾、船尾柱があった。横帆船であること、及び竜骨がないことは間切り（風上に向かって帆走すること）時に弱点となったが、推進力としてオールに頼らないで済んだ。
それぞれの船にまつわる逸話がある。サガによれば、レイフ・エリクソンが北アメリカに航海した時、彼はビアルニ・ヘリオルフソンの船を買った。この船はビアルニが風に流されてグリーンランドから西に北アメリカに運ばれた時と同じものであるという。ある船の竜骨が何代もの間受け継がれ、それを元に新たな船が再度造られた、というようなことが海洋を行く特別の船の神話となっている。別の考え方をすれば、ある船の竜骨を使うことは造船の時間、金、エネルギーを節約することになったのかもしれない。
クナールは、ハンザ同盟によってバルト海で使われたコグ船の構造にも影響を与えた。ただし、コグ船の全体構造はかなり異なっている。

## クナールの歴史
クナールは、1962年にデンマークのロスキレ・フィヨルドの浅い海峡で、保存状態も良く発見された。このときは他にも2隻の戦闘艦、バルト海の商船および瀬渡し船が発見されている。考古学者の見解では、これらの船は敵の来襲に備えて海峡を封鎖するために沈められたということである。スカルデレフ船として知られるこの5隻の船は、ロスキレのヴァイキング船博物館に保管されている。
クナールはアイスランド、グリーンランド、およびニューファンドランド島への植民に使われた可能性がある。北アメリカに渡った最初のヨーロッパ人が使ったのもおそらく同じタイプの帆船であろう。

## 現代のクナール (Knarr)
現代のクナールは、バミューダ帆装で長い竜骨のヨットである。1943年にノルウェーのエアリング・L・クリストファーセンによって設計された。伝統的に木造であり、船体を完成させた後に固定枠の上に上下をひっくり返して置き、鉄製の竜骨を取り付けられた。船腹の板材は端を凹凸溝にしておき、突き合わせて接着される。1973年以降はガラス繊維強化プラスチック(FRP)で造られている。ただし、木製のクナールと同じ重量分布になるように施されている。クナールの多くはノルウェー、デンマーク、およびアメリカ合衆国のサンフランシスコで見ることができる。北ドイツには年代物のクナールがあり、歴史的なスカンジナビアの帆船番号クラシックスを付けている。1969年以来、毎年国際大会が開かれている。現在、クナールはドイツの造船会社により作られている。
仕様:
| 全長             | 9.28 m   |
| 喫水線長さ       | 6.21 m   |
| 全幅             | 2.12 m   |
| 喫水             | 1.30 m   |
| 乾舷             | 0.60 m   |
| 全重量           | 2,250 kg |
| 竜骨重量         | 1,300 kg |
| 帆の広さ（ジブ） | 9.00 m2  |
| 帆の広さ（主帆） | 17.60 m2 |